# Eidsbotn
Eidsbotn är en tidigare tätort i Levangers kommun i Trøndelag fylke i mellersta Norge. Orten ligger vid bukten med samman namn, vid sidan av Nordlandsbanan, där Europaväg 6 möter fylkesväg 6872, sydväst om staden Levanger.
Tidigare har orten tillhört dåvarande Skogns kommun.
Sedan 2022 räknas orten inte längre som en tätort.